# 卡瓦列托
卡瓦列托（義大利語：Cavaglietto），是意大利诺瓦拉省的一个市镇。总面积6平方公里，人口419人，人口密度69.8人/平方公里（2009年）。ISTAT代码为003044。